# Баязид II

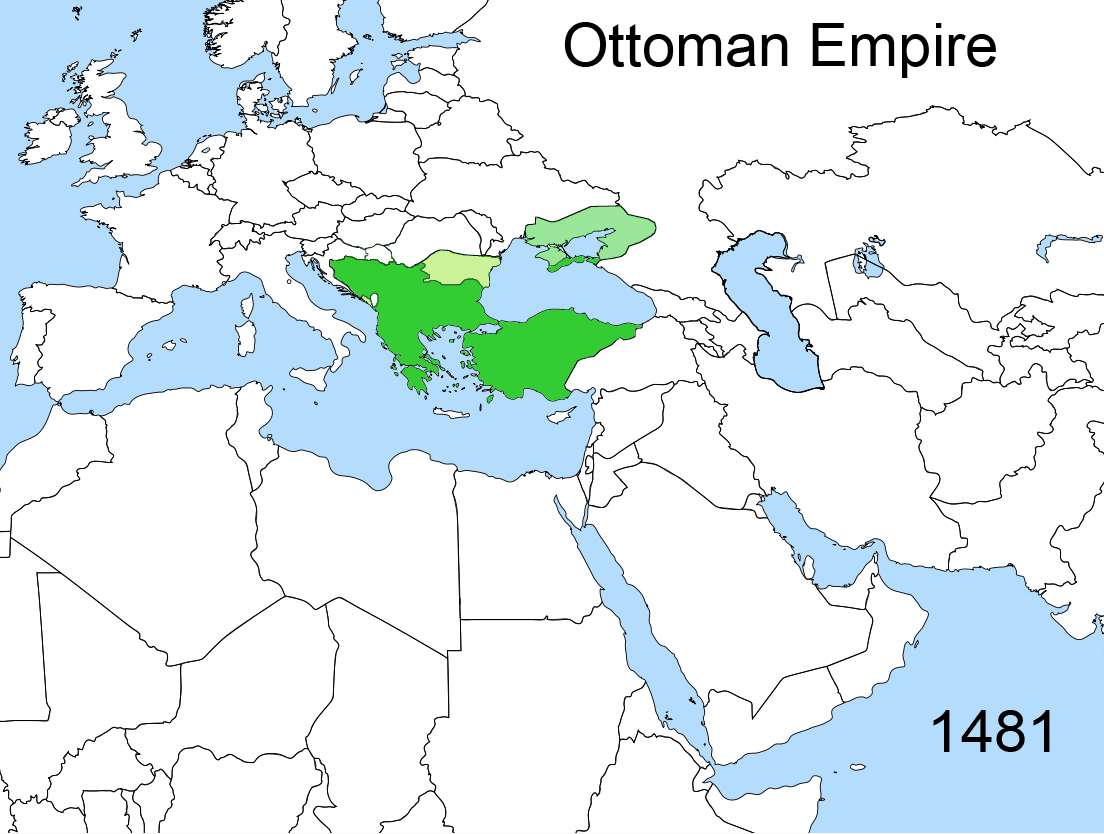
Османская империя в первый год царствования Баязида II

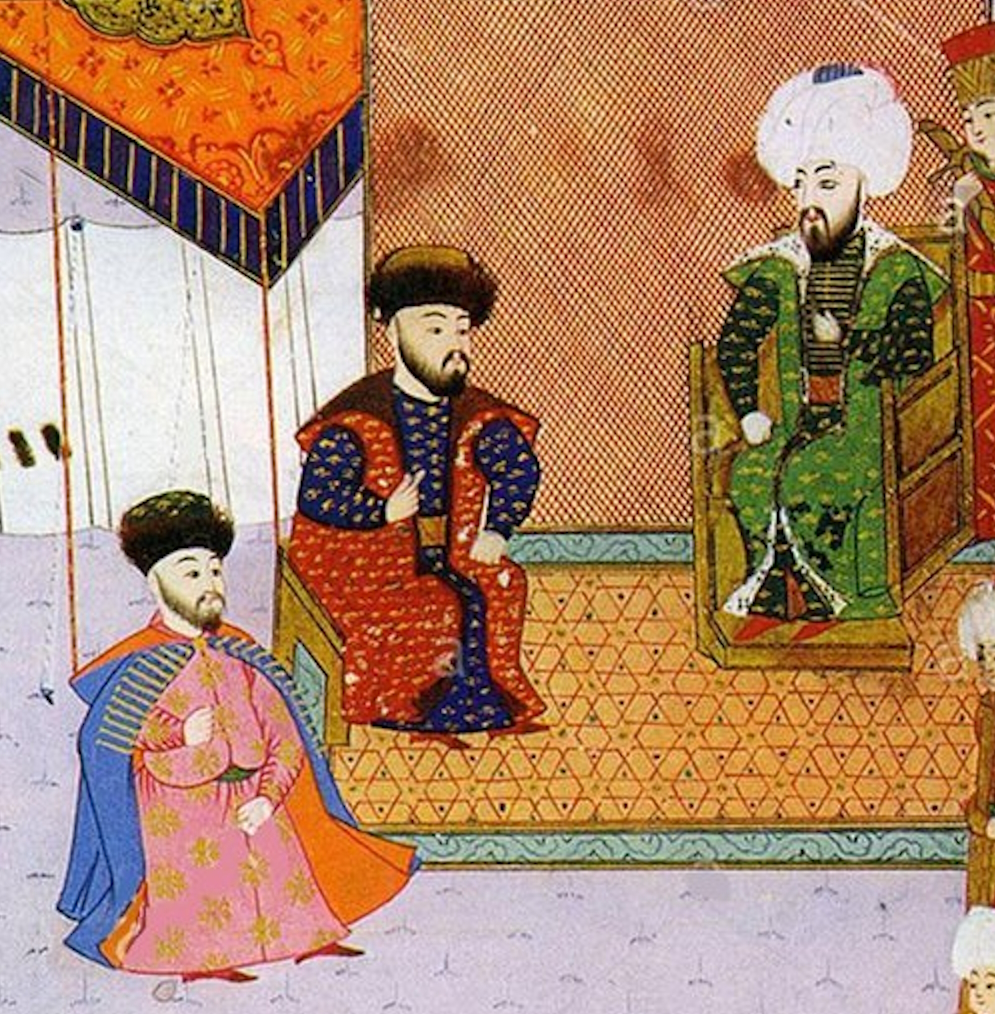
Крымский хан Менгли Гирей при дворе султана Баязида II

Баязи́д II (осман. بايزيد ثانى‎ / Bâyezîd-i sânî, тур. İkinci Bayezid; 3 декабря 1447 — 26 мая 1512) — восьмой (в порядке царствований) султан Османской империи (1481—1512). Сын и преемник Мехмеда II, завоевателя Константинополя, и Гюльбахар-хатун. Баязид II укрепил Османскую империю и сорвал восстание Сефевидов незадолго до своего отречения в пользу сына, Селима I. Организатор эвакуации евреев, изгнанных из Испании после провозглашения Альгамбрского эдикта, и их расселения по всей Османской империи. 

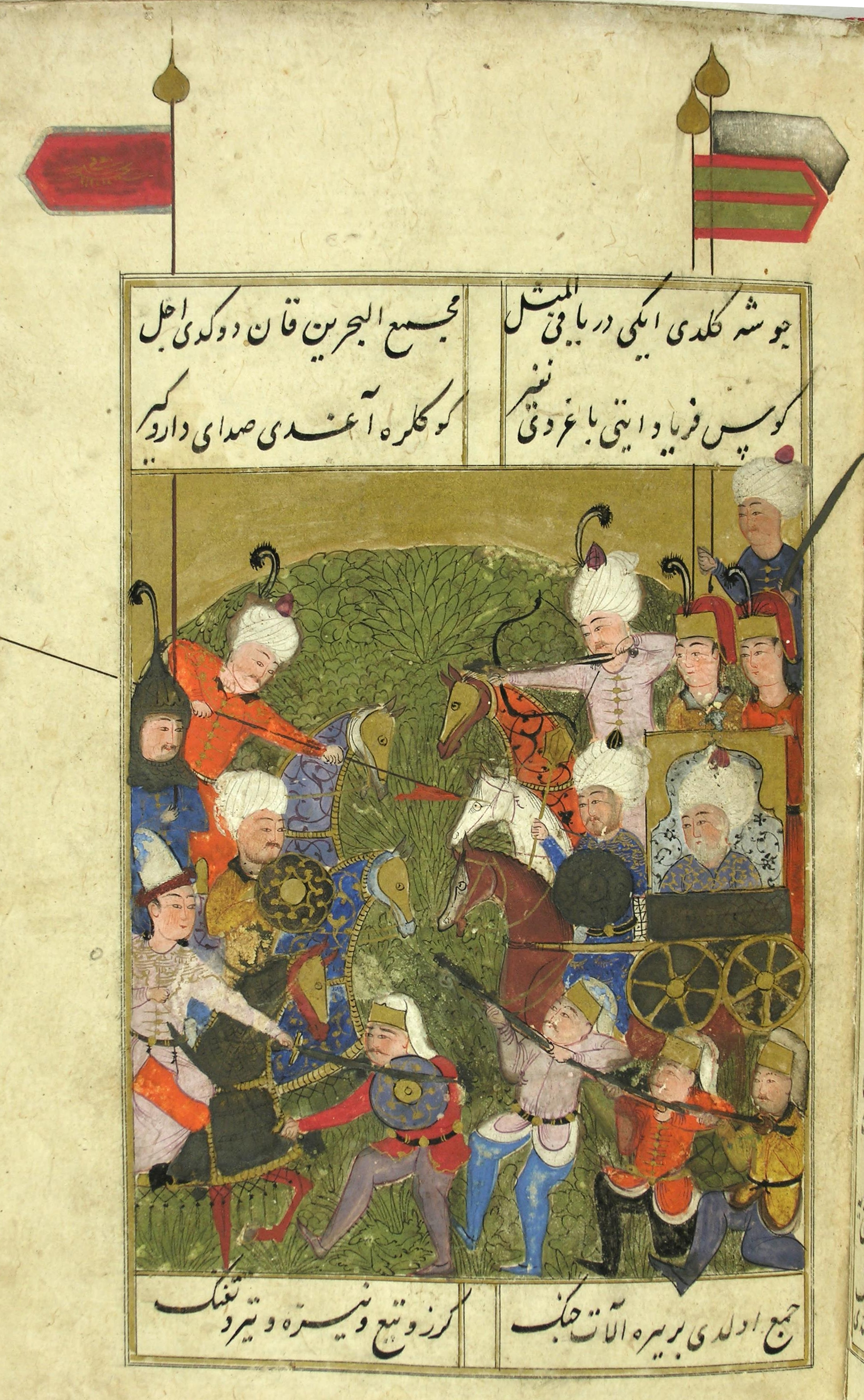
Баязид II сражается со своим сыном Селимом I.

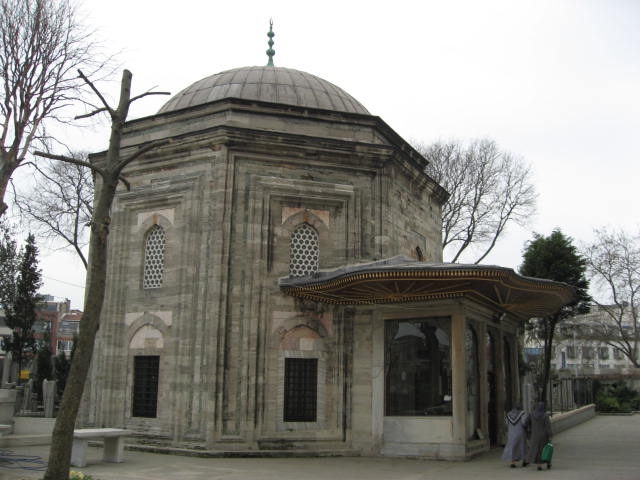
Гробница Баязида II в Стамбуле.

## Борьба за трон
После смерти Мехмеда II Фатиха Баязид вступил на престол в 1481 году. По одной из версий, Баязид отравил своего отца. В связи с этим в стране началась междоусобица: брат Баязида Джем заявил свои права на трон и получил серьезную поддержку, в том числе со стороны мамлюков Египта. Потерпев поражение от войск своего брата, Джем искал защиты у рыцарей Святого Иоанна на острове Родос. В конце концов рыцари передали Джема Папе Римскому Иннокентию VIII (1484—1492). Папа рассчитывал использовать Джема в качестве инструмента борьбы против турок, но, так как папский крестовый поход не удался, Джем был оставлен чахнуть в неаполитанской тюрьме (по другой версии, он был отравлен в феврале 1495 года в Риме по приказу Баязида). Кроме того, согласно другой версии, Баязид II заплатил как госпитальерам, так и Папе, чтобы держать брата в плену.

## Правление
Как и его отец, Баязид II был покровителем западной и восточной культур. В отличие от многих других султанов, он упорно трудился, чтобы обеспечить плавный ход своей внутренней политики, что принесло ему прозвище «Справедливый», а из-за своих аскетических наклонностей и мистических взглядов Баязид получил прозвище «Вели» («Святой»). Им построены и украшены многие мечети в Константинополе и Адрианополе.
Царствование его представляло ряд войн с Венгрией, Польшей, Венецией, Египтом и Персией. Они велись с переменным успехом и не представляли особенно выдающихся моментов, но тем не менее содействовали усилению османского могущества.
Баязид II провел несколько кампаний по покорению венецианских владений в Морее, определив эту область как ключ к будущему османскому господству на море в Восточном Средиземноморье. В результате четырёхлетней войны (1499—1503) он одержал победу над венецианскими сухопутными и военно-морскими силами и захватил всю Морею (Южная Греция). Завоевание Баязидом последних венецианских владений в Далмации обеспечило сильные позиции его преемникам для последующего продвижения в Венгрию.

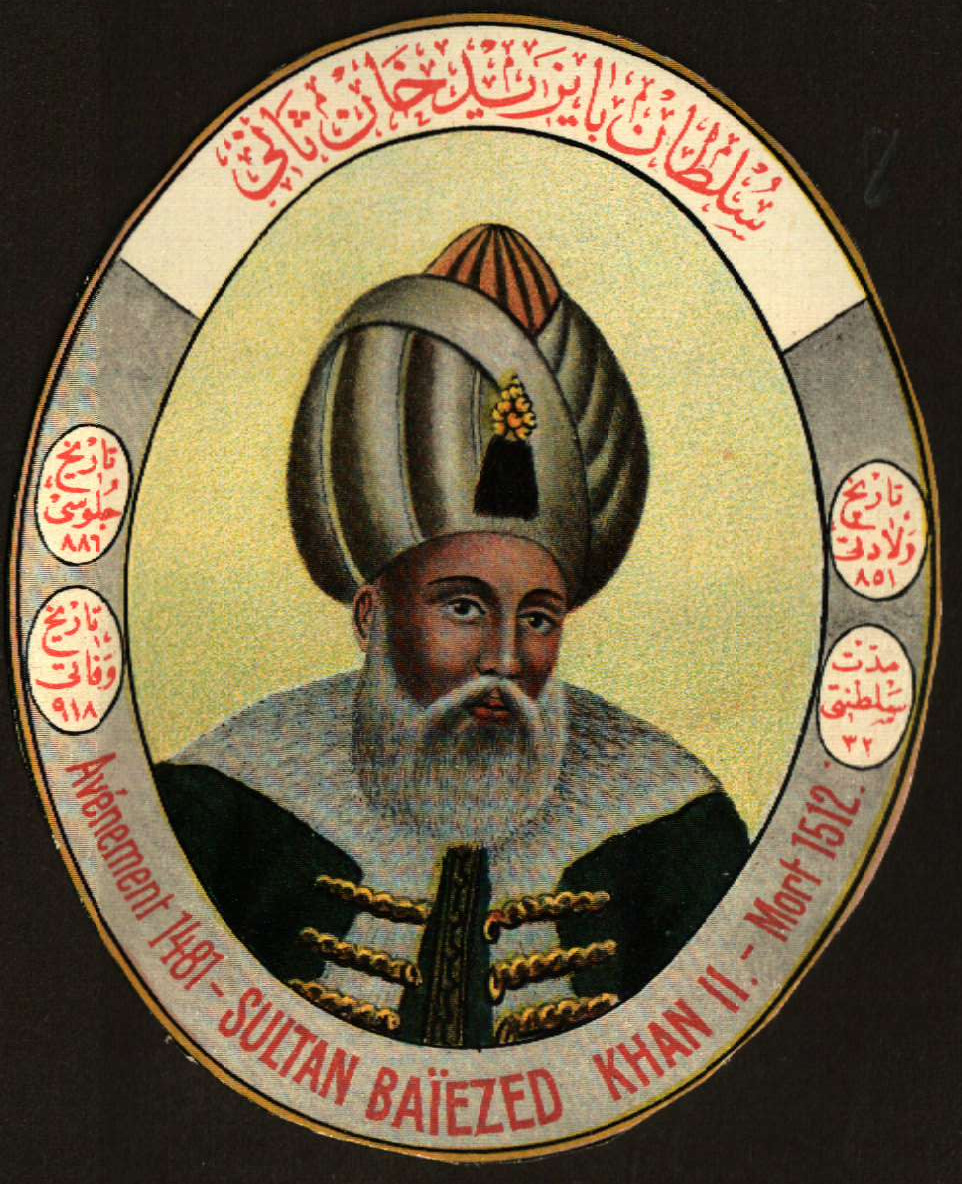
Султан Баязид II

На востоке Баязид установил контроль Османской империи надо всем Чёрным морем, захватив в 1501 году его восточное побережье. Он унаследовал пограничные конфликты с империей мамлюков в Сирии и Египте, а также с династией Сефевидов, пришедшей к власти в Иране. В Анатолии султану пришлось вести борьбу с повстанцами, в одном из сражений даже был убит великий визирь Баязида II Али-паша. При этом Баязид никогда не доводил столкновения на восточных границах до открытых войн, что позволило ему укрепить империю, созданную его предшественниками. Это дало возможность младшему сыну и преемнику Баязида Селиму I сосредоточить усилия на завоевании арабских земель, а стратегические позиции, завоёванные им на Балканах, послужили основой для последующих завоеваний в Европе, осуществлённых преемником Селима Сулейманом I Великолепным.

### Еврейская и мусульманская иммиграция
В июле 1492 года испанская инквизиция изгнала из страны евреев и мусульман. Баязид II послал османский флот под командованием адмирала Кемаль-реиса в Испанию в 1492 году, чтобы эвакуировать их в безопасные османские земли. Он разослал прокламации по всей империи с приказом помогать беженцам. Султан предоставил разрешение беженцам поселиться в Османской империи и стать османскими подданными, а также высмеял поведение Фердинанда II Арагонского и Изабеллы I Кастильской, которые пренебрегли людьми, очень полезными для государства. «Вы рискнёте назвать Фердинанда мудрым правителем, — сказал он своим придворным, — но он тот, кто обедняет свою собственную страну и обогатил мою!». Баязид пригрозил смертью всем, кто откажет евреям во въезде в империю. Мусульмане и евреи Аль-Андалуса внесли свой вклад в растущую мощь Османской империи за счёт внедрения новых идей, технологий и мастерства. Так, первая типография в Константинополе была открыта сефардскими евреями в 1493 году.

## Преемственность
10 сентября 1509 года Константинополь был разрушен в результате землетрясения. Катаклизм совпал со смутой последних лет правления Баязида II. В этот период развернулась междоусобица между его сыновьями Селимом I и Ахметом за право наследования за отцом. Ахмет неожиданно захватил Караман и начал маршировать в Константинополь, чтобы занять престол. Опасаясь за свою безопасность, Селим устроил восстание во Фракии, но потерпел поражение от Баязида и был вынужден бежать в Крым. Баязида II терзали опасения, что Ахмет в свою очередь может убить его, чтобы получить трон, поэтому он отказал сыну в праве вступить в Константинополь.
Между тем, поддержанный янычарами Селим вернулся из Крыма и заставил отца отречься от престола 25 апреля 1512 года. Баязид отправился в изгнание и умер 26 мая 1512 года в селении Бююкчекмедже, вблизи родового селения Дидимотика, недалеко от Адрианополя всего через месяц после отречения (возможно, он был отравлен). Он был похоронен рядом с мечетью Баезид в Стамбуле.

## В массовой культуре
- Детство Баязида II изображено в турецком фильме Завоевание 1453 (2012).
- Борьба Баязида II с сыном Селимом отражены в видеоигре Assassin's Creed: Revelations.
- Судьба Джема, брата и соперника Баязида, и его отношения с папой Иннокентием VIII и папой Александром VI нашли отражение в вольной американской адаптации «Борджиа». Также последние годы жизни Джема при Папском дворе были продемонстрированы в первом сезоне европейских «Борджиа».
- Баязид II появляется как персонаж в телесериале «Демоны Да Винчи». По сюжету, он ищет аудиенции у папы Сикста IV, полагая, что мир между Римом и Константинополем возможен, но был осмеян и унижен Сикстом, что впоследствии якобы стало поводом для турецкого нашествия на Отранто.
- Упоминается в турецком сериале «Великолепный век»

## Семья
Жёны
- Нигяр-хатун[2]
- Ширин-хатун[2]
- Гюльрух-хатун[2]
- Бюльбюль-хатун[2]
- Хюснюшах-хатун — дочь Насуха Караманоглу[2].
- Гюльбахар-хатун
- Ферахшад-хатун
- Айше-хатун — дочь Бузкурд Ала ад-дин-даула[2]
- Мюхюрназ-хатун[2]
- Неизвестная по имени наложница, мать двоих детей Баязида II — Махмуда и Гевхер[7].

Сыновья:
- Шехзаде Шахиншах (1460/1465[8] — 2 июля 1511; мать — Хюснюшах-хатун[9]) — бейлербей Коньи[8]. Имел сыновей Алаэддина (казнён 16 декабря 1512), Махмуда[10], Мехмеда[11] (1506 — казнён 16 декабря 1512) и Мустафу.
- Шехзаде Ахмет (1465/1466[12] — казнён 24 апреля 1513 или в 1512[12]; мать — Бюльбюль-хатун[13]) — бейлербей Амасьи[12] в 1481—1513 годах. С 1474 года был женат на Нергисшах-хатун, дочери Мустафы, который был сыном султана Мехмеда II от Гюльшах-хатун[14]. В браке имел несколько детей[12].
- Селим I (10 октября 1465 или 1467/1471[15] — 22 сентября 1520; мать — Гюльбахар-хатун[16], согласно Алдерсону — Айше-хатун[2]).
- Шехзаде Алемшах[тур.] (1467 — 1519; мать — Гюльрух-хатун[16]) — бейлербей Кастамону и Сарухана в 1504—1507 годах. Имел дочь Айше и сына Османа-шаха[17] (1492—1512).
- Шехзаде Коркут (1467/1470[18] — казнён в марте 1513 или в 1512[18]; мать — Мюхюрназ-хатун[2] или Нигяр-хатун[9]) — бейлербей Сарухана и Анатолии в 1502—1509 и 1510—1511 годах. Имел дочь Ферахшад[19].
- Шехзаде Мехмет (1475 — казнён в марте 1507 или в 1504/1505[20]; мать — Ферахшад-хатун) — бейлербей Кефе[20]. Был женат на Айше-хатун, дочери крымского хана Менгли I Гирея, от которой имел сына Алемшаха и дочь Фатьму (ум. 1556)[21].
- Шехзаде Махмут (1475[10]/1476 — казнён в 1507; мать — неизвестная по имени наложница[7] или Бюльбюль-хатун[13]) — бейлербей Сарухана и Кастамону[10]. Имел троих сыновей, Эмира[22], Мусу[23] и Орхана[24] (казнены 16 декабря 1512), и двух дочерей, Айше и Фатьму (ум. 1532/1533)[21].
- Шехзаде Абдуллах (ум. в декабре 1483; мать — Нигяр-хатун[2] или Ширин-хатун[9] — бейлербей Сарухана[25] в 1481—1483 годах. С 1480 года был женат на Бюльбюль-хатун, дочери Мустафы, который был сыном султана Мехмеда II от Гюльшах-хатун[14].

Дочери:
- Хунди-султан (ум. 1503; мать — Бюльбюль-хатун) — была замужем за великим визирем Херсекли Ахмедом-пашой[26][27];
- Айше-султан (ум. 1512; мать — Бюльбюль-хатун, Нигяр-хатун или Мюхюрназ-хатун[28]) — была замужем за капуданом Гювейи Синаном-пашой[29];
- Сельчук-султан[15] (ум. после 1519) — была замужем за Ферхад-беем (ум. 1485)[2];
- Гевхер Мюлук-султан (ум. в 1550[30]; мать — Бюльбюль-хатун[31] или неизвестная по имени наложница[7]) — была замужем за Мехметом-пашой[31];
- Фатьма-султан (мать — Нигяр-хатун) — у нее было три мужа: Исфендияроглу Мирза Мехмед-паша, сын Кызыл Ахмеда[32], сын великого везиря Давуд-паши Мустафа-паша (ум. 1524)[2] и Гюзельдже Хасан-бей[31];
- Айнишах-султан[33] (мать — Ширин-хатун[29] или Нигяр-хатун[2]) — в 1489 году вышла замуж за Гёдек Ахмеда, сына Угурлу Мехмед-бея[тур.], принца из династии Ак-Коюнлу, и Гевхер-султан, дочери султана Мехмеда II[34][14]. С 1501 года была замужем за Малкочоглу Яхьёй-пашой (ум. 1511)[35];
- Хюмашах-султан (ум. после 1504[36]) — была замужем за Антальялы Бали-беем[37][36];
- Илальди-султан — была замужем за Хайн Ахмедом-пашой[37];
- Шах-султан[38] — была замужем за Насух-беем[37];
- Хатидже-султан[39] — была замужем за Файк-пашой[26].
- Камер-султан (мать — Гюльрух-хатун) — была замужем за Нишанджи Кара Давудом-пашой (ум. 1505)[40];
- Султанзаде-султан (мать — Хюснюшах-хатун)[38]